# Alauna
Vous lisez un « article de qualité » labellisé en 2022.
Cet article concerne la ville antique. Pour l'association, voir Agglomération antique d'Alauna.
Alauna est une ancienne ville gallo-romaine dont les vestiges sont situés à Alleaume sur le territoire de la commune française de Valognes dans le département de la Manche, en région Normandie.
Le site, dans le nord du Cotentin, est occupé de manière relativement diffuse dès l'époque gauloise, mais la ville antique semble fondée sous le règne d'Auguste. Alauna se développe au Ier siècle, connaît son apogée au siècle suivant ; cité importante, elle est reliée à de nombreuses autres villes de la région et à ce titre elle figure sur la table de Peutinger et l'itinéraire d'Antonin. L'incertitude demeure toutefois quant à son rôle politique et son possible statut de chef-lieu de civitas à un moment de son histoire sous l'Empire romain. Ce rôle, si toutefois elle le joue, n'est qu'éphémère puisque la cité décline dans le courant du IIIe siècle, à l'image de nombreuses autres villes gallo-romaines du nord de la Gaule. Au Moyen Âge, l'urbanisation reprend mais à Valognes, sur l'autre rive de la petite rivière du Merderet, et le site d'Alauna est alors consacré aux activités agricoles, élevage principalement, vocation qui se perpétue au XXIe siècle dans un paysage de bocage normand.
Les thermes situés au nord de l'agglomération antique, seuls vestiges encore en élévation sur le site, font l’objet d’un classement au titre des monuments historiques par la liste de 1862, mais l'étendue et les aménagements de la ville, d'une superficie atteignant peut-être 60 ha, se révèlent peu à peu au fil des études de terrain (sondages, fouilles programmées et prospection par géoradar) menées chaque année de 2012 à 2022. Un quadrillage régulier de rues est mis au jour, au sein duquel prennent place, outre les monuments déjà connus au XVIIe siècle (thermes, édifice de spectacles et « mur de la Victoire »), un forum bordé de tabernae, plusieurs sanctuaires et des quartiers d'habitation. Les activités artisanales (boucheries, forges et quartier commercial) paraissent rejetées aux marges de l'agglomération. La localisation des nécropoles, qui permettrait de mieux apprécier les limites de la ville antique, reste l'un des points à éclaircir.

## Localisation, contexte géographique et historique

### Site de plateau au nord-ouest du Bassin parisien

Carte du relief d'Alauna.

L'agglomération d'Alauna est située à 1,6 km au sud-est du bourg moderne d'Alleaume sur le rebord nord-ouest d'un plateau entre deux talwegs parallèles et orientés nord-ouest — sud-est qui la limitent à l'est et à l'ouest. Ce plateau domine au sud-est la dépression dans laquelle coule le Merderet, près des sources de la rivière. Si une grande partie sud-est de la ville antique est bâtie sur le plateau à une altitude supérieure à 50 m (60 m à proximité de l'édifice de spectacles), l'autre partie épouse le relief du flanc de la vallée sur des pentes atteignant parfois 10 % et les thermes, au nord-ouest, occupent le point bas, à une altitude de 38 m. La ville de Valognes et Alleaume sont implantés sur l'autre rive du Merderet.
Sous une couche de limon d'épaisseur variable, argiles rouges, sables et cailloutis ou galets du Rhétien (Trias supérieur) recouvrent le sommet du plateau alors que sur ses flancs se trouvent des formations déposées à l'Hettangien (Jurassique inférieur) à la faveur d'une transgression marine, dont le calcaire de Valognes, qui prédominent sur ce site qui occupe la frange nord-occidentale du Bassin parisien. Ces ressources géologiques locales sont exploitées depuis le début de l'Antiquité, époque à laquelle des carrières sont localisées à l'ouest de la ville, pour l'édification des bâtiments d'Alauna (fondations, mortier et élévation) et la construction des voies de circulation (fondations et couche de roulement).

### Réseau de communication dense

Principales voies antiques desservant Alauna.

- table de Peutinger
- itinéraire d'Antonin
- autre voie

#### Sources écrites anciennes
La table de Peutinger indique que la station antique d'Alauna — qui n'est toutefois pas représentée par une vignette comme les villes importantes — se trouve sur la voie romaine la reliant à Coriallo/Corriallum (Cherbourg) ce qui correspond, dans la géographie moderne, à plusieurs itinéraires possibles. Au sud-est d'Alauna, cette voie se poursuit vers Crociatonum (peut-être Saint-Côme-du-Mont ou Carentan), la Baie des Veys, Augustodurum (Bayeux) et Aregenua (Vieux) puis se dirige vers Rotomagus (Rouen) en longeant la côte.
Une autre voie, ne figurant pas sur la table de Peutinger mais sur l'itinéraire d'Antonin, part d'Alauna et se dirige au sud vers Cosedia/Constantia (Coutances) puis Legedia (Avranches) et Condate Riedonum (Rennes).

#### Témoignages archéologiques
Alauna se trouve également en communication avec les rivages du Cotentin ; vers le sud-ouest, un itinéraire gagne la Côte des Isles et Portbail, qui semble assimilable mais sans certitude à la cité antique de Grannonum,, alors qu'au nord-est la voie aboutit dans le Val de Saire avant d'atteindre peut-être la côte au niveau de Barfleur ou de Saint-Vaast-la-Hougue ; vers le nord, Alauna est reliée à Cherbourg et Fermanville.
En-dehors de ces itinéraires principaux attestés par l'archéologie, Alauna se trouve également au cœur d'un réseau de voies et chemins anciens qui irriguent la péninsule jusqu'au cap de la Hague, même si l'état encore incomplet des recherches à l'échelle du Cotentin tend sans doute à minimiser l'importance de ce réseau.

#### Interconnexions à préciser avec la trame urbaine
Alauna apparaît ainsi, au centre d'une « étoile » routière, reliée par des routes ou des chemins à de nombreux autres sites du Cotentin et au-delà. Certains de ces itinéraires sont attestés par des sources écrites antiques, d'autres sont progressivement révélés par l'archéologie. Ces voies de communication, à l'approche d'Alauna, peuvent facilement être connectées au réseau urbain de cardines et decumani tel qu'il est identifié et sont même parfois formellement identifiées, ce qui permettrait d'expliquer certains infléchissements du tracé de ces voies urbaines dans la périphérie de la ville ; ces connexions sont, pour la plupart, encore des hypothèses de travail à vérifier, d'autres irrégularités étant certainement imputables aux contraintes topographiques.
Le plus méridional des decumani identifiés dans la ville antique semble revêtir une très grande importance dans les liaisons à longues distances puisque ses prolongements paraissent se diriger vers Portbail à l'ouest et la baie des Veys à l'est,. Le cardo maximus, pour sa part, apparaît en relation, au nord, avec la côte septentrionale du Cotentin sur deux points différents (Coriallo/Cherbourg et Fermanville). Au sud, il se prolonge très certainement par la voie se dirigeant vers Coutances, mais le détail de cette connexion doit être précisé par des nouvelles recherches. Une voie longeant le théâtre à l'est (possible prolongement du decumanus maximus) se dirige vers le Val de Saire.

### Statut politique à définir
Alauna se trouve traditionnellement localisée dans la partie nord de la civitas des Unelles, peuple cité par Jules César dans les Commentaires sur la guerre des Gaules, mais aucun texte antique ne précise quel est le chef-lieu de cette cité. Si certains historiens et archéologues, dès le XVIIe siècle, pensent qu'il peut s'agir d'Alauna, d'autres estiment que ce rôle revient à Crociatonum (Saint-Côme-du-Mont ou Carentan) ou à Cosedia/Constantia (Coutances),. Les dernières recherches sur Alauna montrent cependant que la ville peut, par son étendue et ses équipements monumentaux, prétendre à ce statut. Sa population pourrait atteindre 3 à 4 000 habitants.

Cités romaines du Bas-Empire romain dans le territoire de l'actuelle Normandie.

Une hypothèse paraît émerger à la lumière des dernières études, prenant en compte une profonde évolution politique au fil des siècles. Sous le Haut-Empire romain, deux territoires ou civitates coexistent dans le Cotentin, chacune ayant son propre chef-lieu, Alauna dans la partie nord et Cosedia dans la partie sud ; le département de la Manche se trouve ainsi divisé en deux territoires par une ligne est-ouest. La réorganisation administrative des provinces romaines, initiée par Dioclétien sous le Bas-Empire romain, entraîne la fusion des deux civitates et Alauna perd son statut au profit de Constantia, chef-lieu unique d'un territoire des Unelles unifié et étendu qui prend le nom de Constantinus Pagus,.

## Toponymie

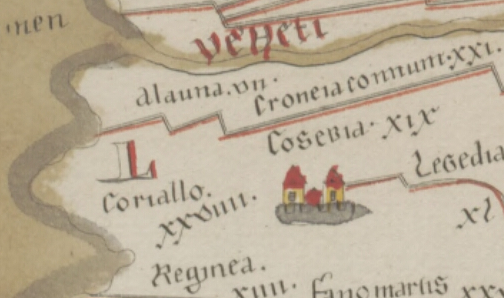
Alauna sur la table de Peutinger.

Les premières mentions du site apparaissent sous le nom d'Alauna dans deux documents antiques : la table de Peutinger, datant du Ier siècle et plusieurs fois complétée au moins jusqu'au Ve siècle ; l'itinéraire d'Antonin, datant de la fin du IIIe siècle. Après un hiatus de plusieurs siècles viennent ensuite les formes Alleaume (sans date, Delisle notes, d'après le cartulaire Saint-Lô) ; Aleaume en 1251 et Alleaume en 1258 (cartulaire de Coutances, 80, copie Delisle), qui coexistent jusqu'au milieu du XVIIIe siècle ; à partir de ce moment, seul Alleaume se retrouve mentionné,.
La filiation entre Alauna et Alleaume ne pose pas de problème particulier pour les toponymistes et les linguistes, le passage de [n] à [m] étant maintes fois constaté en toponymie (cf. Maromme, Seine-Maritime, Marrone 1156-1162, Marrone 1198, Marronne 1234), d'autant plus que la forme moderne Alleaume, apparue au Moyen Âge, a vraisemblablement été influencée par le nom de baptême médiéval Alleaume, d'origine germanique (nom issu d'Adalhelm, combinaison des éléments adal- « noble » et -helm « protection, casque »), qui, en outre, est particulièrement bien attesté comme patronyme en Normandie. En revanche, L'évolution d'Alauna vers le toponyme Valognes, souvent évoquée, est pour sa part difficile à admettre.
Le nom d'Alauna, d'origine celtique (gauloise), est à l'origine de nombreux toponymes en France (Alleaume, Allonne, Allonnes, Allamps, etc.). Parmi les nombreuses hypothèses plus ou moins fantaisistes sur l'origine de ce toponyme, trois semblent devoir être privilégiées : il peut se rapporter à une rivière, une hauteur (au sens propre ou symbolique) ou un dieu. Cependant Xavier Delamarre, à la suite de Pierre-Yves Lambert, considère qu’alaunos, alauna signifie « nourricier » ou « errant, nomade, qui va çà et là » et qu'à l'origine les types Alauna sont des hydronymes (sans doute parents du nom de rivières galloises [Afon] Alun et Alun), et que les localités - selon un processus bien identifié par ailleurs - portent le nom des cours d'eau auprès desquels elles sont situées. Ce mot doit reposer sur le celtique commun *alamnos, *alamna, dérivé agentif en -mno- du thème ala- « nourrir », de la racine indo-européenne *al- [*h²el-] « nourrir », également à l'origine du latin alumnus « nourrisson », alere « nourrir », d'où procède entre autres le français aliment,. Cette racine indo-européenne se retrouve dans le vieil irlandais alim et le vieux norrois ala « nourrir », etc. Un cours d'eau nourricier est riche en poisson et alimente en eau une population.
Durant le Bas-Empire romain, la civitas des Unelles a pour chef-lieu Constantia (Coutances) et devient le Constantinus Pagus, qui donne son nom au Cotentin.

## Historique
Historique indicatif du site d'Alauna.

### De l'apogée antique au déclin médiéval

#### Occupation laténienne
Une occupation diffuse du site est attestée dans la première moitié du Ier siècle av. J.-C. (La Tène D). Des enclos et des traces de parcelles sont observés sur l'ensemble du périmètre occupé plus tard par la ville antique. Un vaste enclos ouvert à l'est par un porche monumental est à rattacher à une exploitation agricole disposant d'un atelier de métallurgie et qui se situe à l'ouest immédiat du périmètre de la ville antique. Cette structure est en activité jusqu'au Ier siècle, au moment où la ville se construit. Elle est ensuite abandonnée mais l'orientation de ses aménagements se retrouve dans la voie antique qui la traverse ainsi que dans le quadrillage urbain d'Alauna.

#### Fondation augustéenne et apogée jusqu'auIIIesiècle
Le début de la construction de la ville antique, qui ne semble pas directement issue de l'occupation laténienne, se situe à la période augustéenne. Elle intéresse surtout le nord et la partie centrale du site, soit une zone plus réduite que l'occupation précédente. Le principium (premier forum) et le sanctuaire du centre dans son premier état peuvent être rattachés à cette période.
Il s'ensuit une phase d'expansion territoriale et de monumentalisation dans la seconde moitié du Ier ou au début du IIe siècle avec la construction des grands ensembles, thermes, édifice de spectacles et sans doute nouveau forum et sanctuaire remanié. La ville connaît son apogée jusqu'à la fin du IIe ou à la première moitié du IIIe siècle : le mobilier retrouvé date majoritairement de cette période et se répartit sur l'aire la plus vaste. Le réseau de voies est sans doute ébauché dès la fondation d'Alauna, mais il se complète et s'ajuste en fonction des besoins pendant la phase d'agrandissement qui voit la ville reconquérir l'espace qu'elle occupait à l'âge du fer.

#### Déclin sous le Bas-Empire
Alauna connaît un délaissement progressif à partir du milieu du IIIe siècle, scénario souvent observé dans la plupart des villes du nord de la Gaule à la même époque, bien que les causes n'en soient pas encore formellement établies et puissent varier d'un site à l'autre. Les principaux monuments de la ville sont progressivement abandonnés, et le mobilier retrouvé (céramiques, monnaies...), qui se raréfie progressivement, semble indiquer que l'activité tend à se rapprocher du centre, au détriment des marges. Il ne s'agit certainement pas d'un abandon brutal de la ville consécutif à son incendie lors d'invasions barbares comme la tradition le rapporte et qui n'est confirmé par aucun témoignage archéologique ; une hypothèse plus probable est un déclin progressif dont la perte de statut de chef-lieu de civitas serait l'une des causes,. Le poids économique grandissant de Coriallo (Cherbourg) qui dispose d'un débouché maritime vers la Bretagne romaine peut avoir contribué à la perte d'influence d'Alauna.
L'histoire d'Alauna au Bas-Empire romain et pendant le Haut Moyen Âge est archéologiquement plus mal renseignée, mais il ne faut pas exclure le maintien d'un type d'occupation, encore à définir, sur tout ou partie du site, qu'elle soit pérenne ou temporaire, liée à des activités de récupération de matériaux dans les ruines de la ville antique.

#### Valognes, une ville nouvelle au Moyen Âge
Ce n'est qu'aux XIIe et XVe siècles que de nouvelles constructions sont bien attestées dans le quartier de la Victoire au sud puis au niveau des thermes au nord. Ces vestiges d'habitats révélés par des sondages sont ré-enfouis après étude,. À l'époque moderne, le site antique d'Alauna est progressivement reconverti vers l'activité agricole (construction de fermes et délimitation de parcelles). C'est sur l'autre rive du Merderet que se développe à partir du Moyen Âge la ville de Valognes mais il est difficile de concevoir, au regard des données disponibles, une filiation directe entre Alauna et Valognes. Cette urbanisation ne menace pas, du moins jusqu'au début du XXIe siècle, les vestiges d'Alauna.

### De la redécouverte du site à son étude approfondie

#### XVIIeetXVIIIesiècles: premières recherches

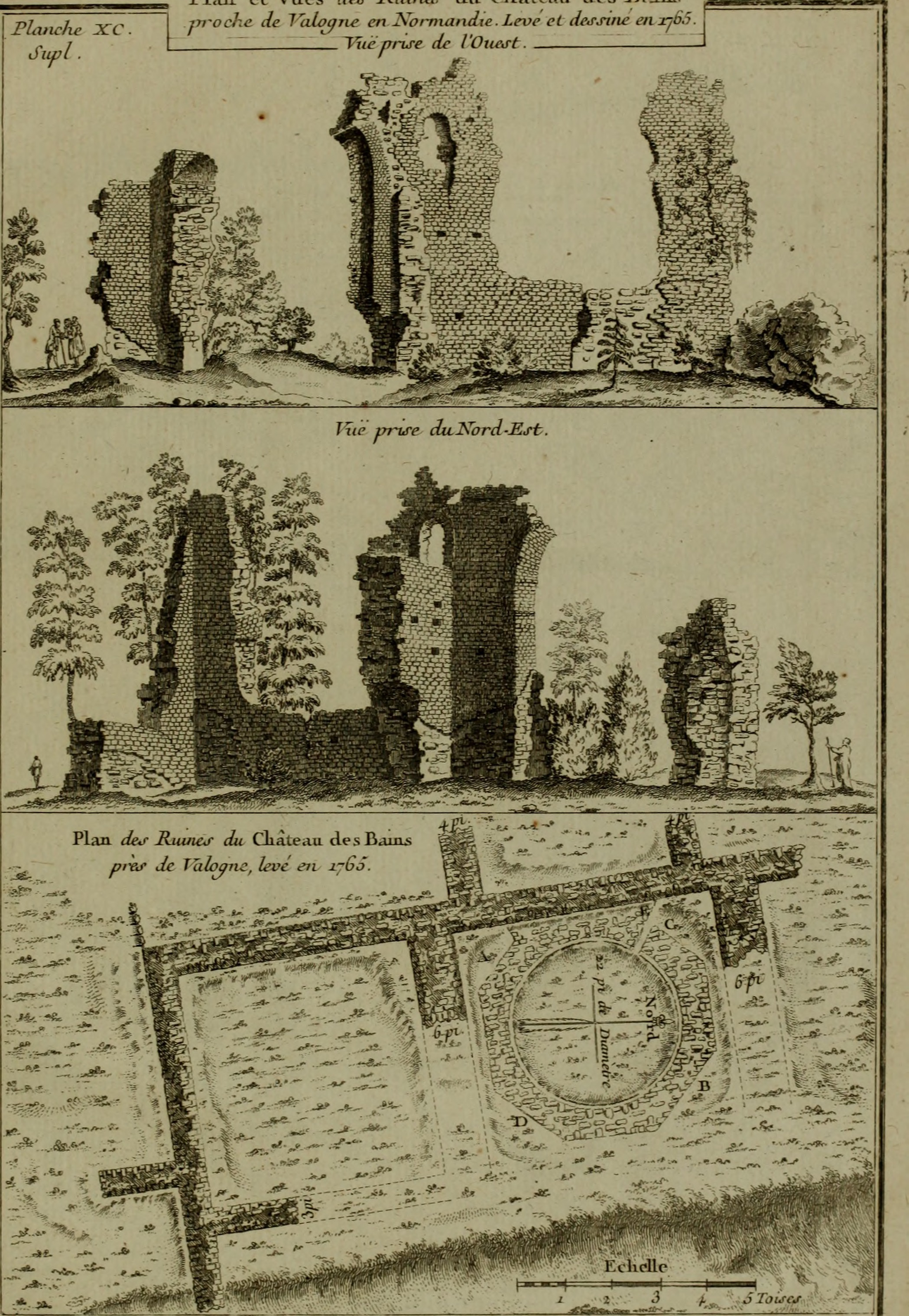
Les thermes (dessins et plan de René Cevet).

Si la station d'Alauna est mentionnée sur la table de Peutinger (Ier au Ve siècle) ainsi que sur l'itinéraire d'Antonin (IIIe siècle), son histoire s'est perdue au fil des siècles dans la mémoire des habitants ; c'est Nicolas Sanson qui assimile ce site à la localité d'Alleaume dès 1627 en se basant sur les seuls monuments connus alors (thermes, théâtre et « mur de la Victoire ») et sur l'emplacement du site dans son environnement géographique.
Les premières fouilles sont commanditées par l'intendant de la Généralité de Caen Nicolas-Joseph Foucault et, sur le terrain, le jésuite Pierre-Joseph Dunod dégage le théâtre en septembre et octobre 1695 ; un plan en est publié en 1722 par Bernard de Montfaucon. Dunod identifie aussi les thermes dont les ruines sont jusque là attribuées à un « château » construit par Clovis ; dans le septième tome de son Recueil d'antiquités égyptiennes, étrusques, grecques, romaines et gauloises, Anne Claude de Caylus publie en 1765 des dessins et un plan partiel de cet établissement réalisés par l'ingénieur René Cevet,. C'est également en 1695 que le « mur de la Victoire » est interprété comme le vestige d'une citadelle et qu'un important complexe pourvu d'une pièce à hypocauste est fouillé, mais les notes imprécises de Pierre-Joseph Dunod ne permettent pas de la localiser ni de déterminer s'il s'agit d'une domus possédant un balnéaire privé ou d'un second établissement de thermes publics.

#### XIXeetXXesiècles: investigations ponctuelles

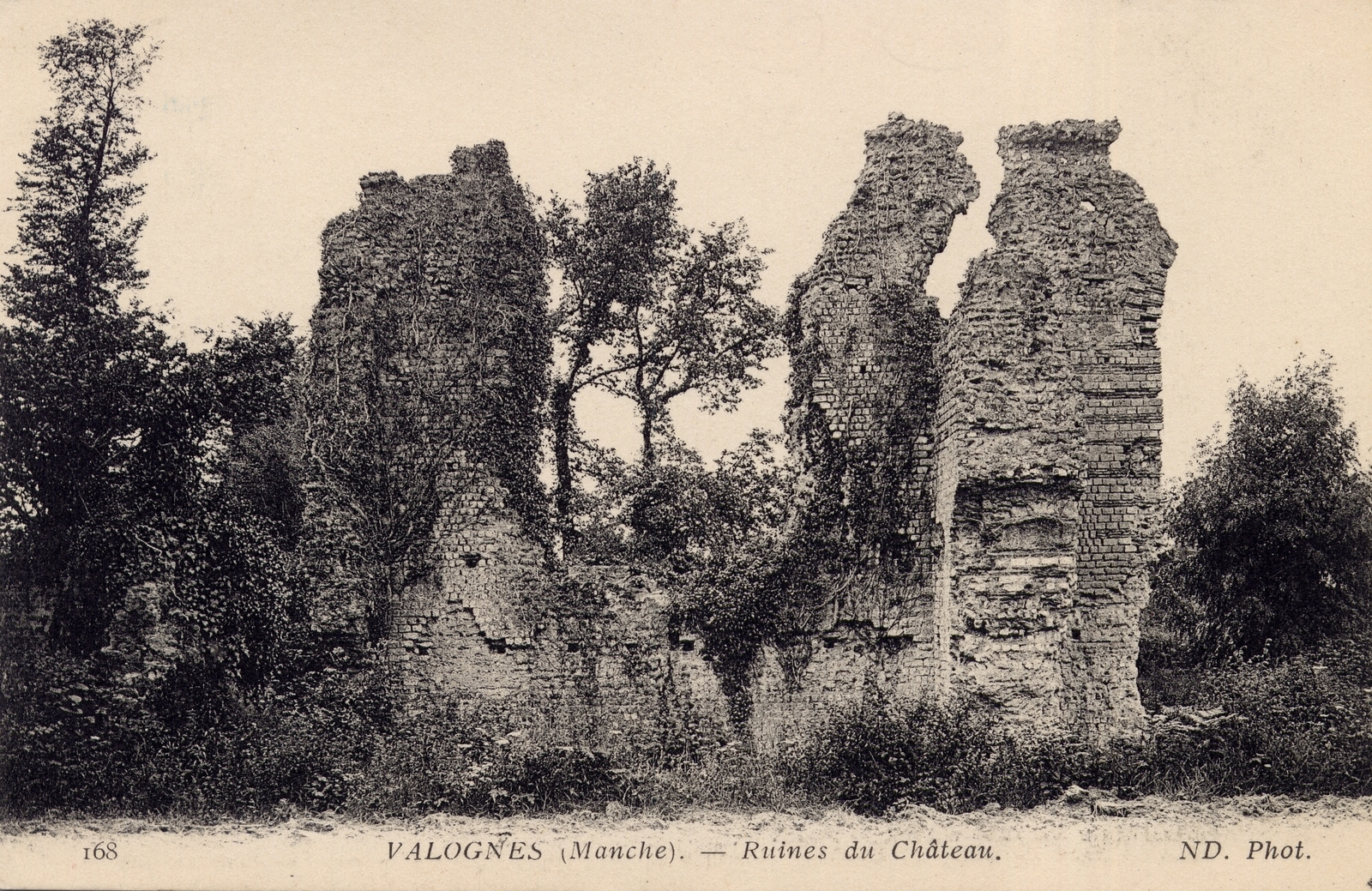
Le « Château » (v. 1900).

Au XIXe siècle, alors que les ruines des thermes sont rarement reconnues comme telles et que l'existence du théâtre a largement disparu de la mémoire des habitants, Charles de Gerville reprend les recherches à Alauna ; il s'attache surtout à récolter le mobilier dont l'emplacement est soigneusement repéré sur un plan cadastral et à surveiller les travaux de voirie ; il signale en outre des destructions sur les sites du théâtre et des thermes,. La société des antiquaires de Normandie poursuit les travaux de Gerville en 1845. Les thermes font l’objet d’un classement au titre des monuments historiques par la liste de 1862 ; c'est le premier édifice antique protégé comme monument historique du département.
En 1905, Jean-Louis Adam reprend à son compte la tradition rapportée dès 1695 mais non vérifiée de la destruction d'Alauna par un incendie à la fin du IVe siècle, appuyant son argumentation sur la datation des trouvailles monétaires. Les bombardements intensifs qui détruisent largement Valognes en juin 1944 pendant la bataille de Normandie n'affectent pas le site antique : les thermes ne sont pas touchés et aucun autre vestige n'est révélé par les destructions des bombardements. Dans les années 1990, trois campagnes de fouilles des thermes, préalables à la mise en valeur du site, aboutissent à l'étude exhaustive du complexe dont le plan est définitivement établi et la chronologie mieux connue.

#### XXIesiècle: programme interdisciplinaire sur l'ensemble du site
La connaissance de l'histoire d'Alauna repose principalement, jusqu'au début du XXIe siècle, sur l'interprétation des publications des XVIIIe et XIXe siècles.
De 2012 à 2022, dans le cadre d'un programme pluriannuel coordonné par Laurence Jeanne (Centre de recherches archéologiques et historiques anciennes et médiévales, CNRS/Université de Caen-Normandie - association AAA) et Laurent Paez-Rezende (Institut national de recherches archéologiques préventives - association AAA), des recherches dont les résultats sont publiés chaque année intéressent l'ensemble du site. Ce programme comprend l'examen de toute la base documentaire disponible, l'inventaire, l'identification et l'interprétation du mobilier archéologique, la réalisation de sondages ou de fouilles programmées jusqu'en 2016 puis une prospection généralisée du site par géoradar de 2017 à 2022. Cette dernière technologie non destructive est retenue car elle permet d'étudier à chaque campagne une surface importante de terrains non accessibles à des fouilles et, à défaut de révéler l'architecture précise des bâtiments, de préciser leur plan au sol et, dans une certaine mesure, leur chronologie relative sans pour autant les dater de manière absolue, ; en revanche, les structures fossoyées ou les tranchées de récupération de matériaux ne sont pas détectées et l'état de conservation des vestiges reste inconnu. L'objectif de ce programme pluriannuel est de déterminer l'emprise géographique de la ville, son organisation spatiale et la densité de son bâti. À l'issue de ces années de recherche, une publication synthétique des résultats doit être réalisée.

### Mise en valeur
Le site des thermes d'Alauna est le seul, dans le premier quart du XXIe siècle, où des vestiges de la ville antique sont visibles et accessibles. Il est aménagé en jardin archéologique librement ouvert au public et bénéficie d'une signalétique appropriée grâce à un pupitre d'information. Il est le point de départ de visites organisées par l'association AAA en partenariat avec le pays d'art et d'histoire du Clos du Cotentin, notamment dans le cadre des journées européennes du patrimoine. Les thermes d'Alauna constituent en outre, avec le théâtre antique de Lillebonne, les seuls vestiges antiques conservés en élévation de toute la Normandie.
Le mobilier archéologique récolté à Alauna est conservé dans plusieurs sites, mairie, maison du patrimoine de Valognes, musées, entrepôt du ministère de la Culture, collections privées. Hormis quelques pièces exposées à l'occasion de manifestations ponctuelles ou temporaires, ce matériel n'est pas présenté au public.

## Ville antique

Proposition de plan de la ville antique.

Les vestiges les plus anciennement connus et, au début du XXIe siècle, les seuls dont la fonction soit véritablement attestée car ils sont encore partiellement en élévation ou ont fait l'objet de fouilles, sont ceux de thermes probablement publics et d'un édifice de spectacles. Les recherches effectuées à la fin du XXe et au début du XXIe siècle montrent qu'Alauna comptait également d'autres bâtiments publics ou pouvant être identifiés comme tels : au moins un forum, deux voire quatre sanctuaires et peut-être un second établissement thermal ainsi que de nombreux quartiers d'habitation occupés, pour certains, par de vastes domus. Les activités artisanales, pour leur part, se révèlent peu à peu aux marges de la cité, en bordure des voies qui y pénètrent.
Le site archéologique est celui d'une agglomération dont la superficie, estimée à 45 ha jusqu'à la fin des années 2010, semble devoir être portée à une soixantaine d'hectares selon les données acquises en 2020 et 2021,. Il est au XXIe siècle presque entièrement recouvert de prés et de haies constituant un paysage morcelé de bocage. Le caractère agricole de ces activités humaines (élevage essentiellement) attestées depuis plusieurs siècles, s'il conduit, après une très longue phase de récupération des matériaux, à la disparition de l'élévation des bâtiments, limite l'épaisseur des dépôts anthropiques et permet la conservation des fondations antiques généralement intactes ou peu altérées sous une faible couche de terre arable faiblement perturbée par les travaux agricoles, sauf exceptions ponctuelles,.

### Trame urbaine
Les études archéologiques mettent en évidence l'existence d'un réseau presque orthogonal de rues sensiblement calé sur les points cardinaux. L'une de ces voies, nord-sud, passe à l'est des thermes et se dirige vers le hameau de la Victoire ; partiellement recouverte par le chemin du Bas-Castelet et le chemin de la Victoire, elle est assimilée au cardo maximus ; au-delà des thermes, son tracé est retrouvé quelques dizaines de mètres plus loin vers le nord ainsi que sous la forme d'un empierrement dans le lit du Merderet — il ne s'agit peut-être pas d'un gué mais d'une portion de voie « terrestre », le cours du Merderet ayant été largement modifié au fil des siècles —, et il semble très probable qu'il se poursuive vers le nord de la presqu'île du Cotentin. Perpendiculairement et reprise sur une partie de son tracé par l'allée de la Dingouvillerie, une autre voie est sans doute le decumanus maximus. Cette voie a pu être observée en plusieurs endroits à la faveur de sondages. Mesurant 11 m de large, elle est le plus souvent recouverte de galets calibrés ; l'un de ses tronçons intra muros la montre bordée de trottoirs protégés par un portique. Plus à l'est, une autre portion est cependant dallée de grandes pierres grossièrement équarries et juxtaposées en remplacement des galets, ce qui traduit peut-être une volonté de monumentalisation à l'approche du théâtre, cette modification étant postérieure à la construction de la voie.
La plupart de ces voies semblent posséder, à l'image du decumanus maximus au cœur de la ville, une couche de roulement faite de galets de taille régulière parfois associés à des fragments de tuiles. Le quadrillage urbain ne correspond en fait pas à un schéma orthogonal idéal et la plupart des axes observent une légère déviation par rapport à ce plan. Les contraintes topographiques et la volonté d'interconnecter ce réseau urbain aux grands axes qui relient les villes avoisinantes entrent certainement pour une grande part dans l'explication de ce constat,.
La partie de la ville antique desservie par ce réseau semble être la plus densément urbanisée, à l'exception du secteur nord, où les voies sont présentes mais où les indices d'urbanisation sont presque inexistants. Ce secteur se trouvant sur le tracé supposé de l'aqueduc alimentant les thermes et près des sources qui l'alimentent, il est possible de voir dans cette situation le résultat d'une interdiction de construire trop près de l'aqueduc, pour préserver la qualité de son eau ; il peut également s'agir de « terrains viabilisés » en prévision d'une extension urbaine jamais concrétisée. Cette zone ayant toutefois été davantage perturbée que d'autres par les activités agricoles modernes, il ne faut pas exclure que les vestiges d'urbanisation en aient disparu.

### Monuments et aménagements publics
Seuls des vestiges de maçonnerie en élévation, quelques fouilles ou sondages et des prospections géophysiques permettent d'identifier certains éléments de la parure monumentale d'Alauna. Les éléments de son décor font presque totalement défaut à l'exception de quelques tronçons de fûts de colonnes utilisés en remploi dans des bâtiments modernes mais dont l'origine n'est pas certaine. En outre, une statuette en calcaire représentant une tête d'homme barbu et porteur d'une couronne végétale, haute de 55 cm, appartient peut-être à l'un de ces édifices publics. Signalée en 2009, cette statuette est scellée en remploi dans le mur d'une construction du XIXe siècle à Valognes ; elle est désolidarisée du mur lors de la vente de la maison en 2021 et acquise par la ville de Valognes. Archéologues et historiens semblent s'accorder sur son origine antique en raison de son style et de son motif ; sa provenance n'est cependant pas connue, même s'il est fort probable qu'elle soit originaire d'Alauna ou des environs de Valognes ; sa fonction reste aussi à déterminer (décor de l'édifice de spectacles, d'un mausolée...).

#### Thermes

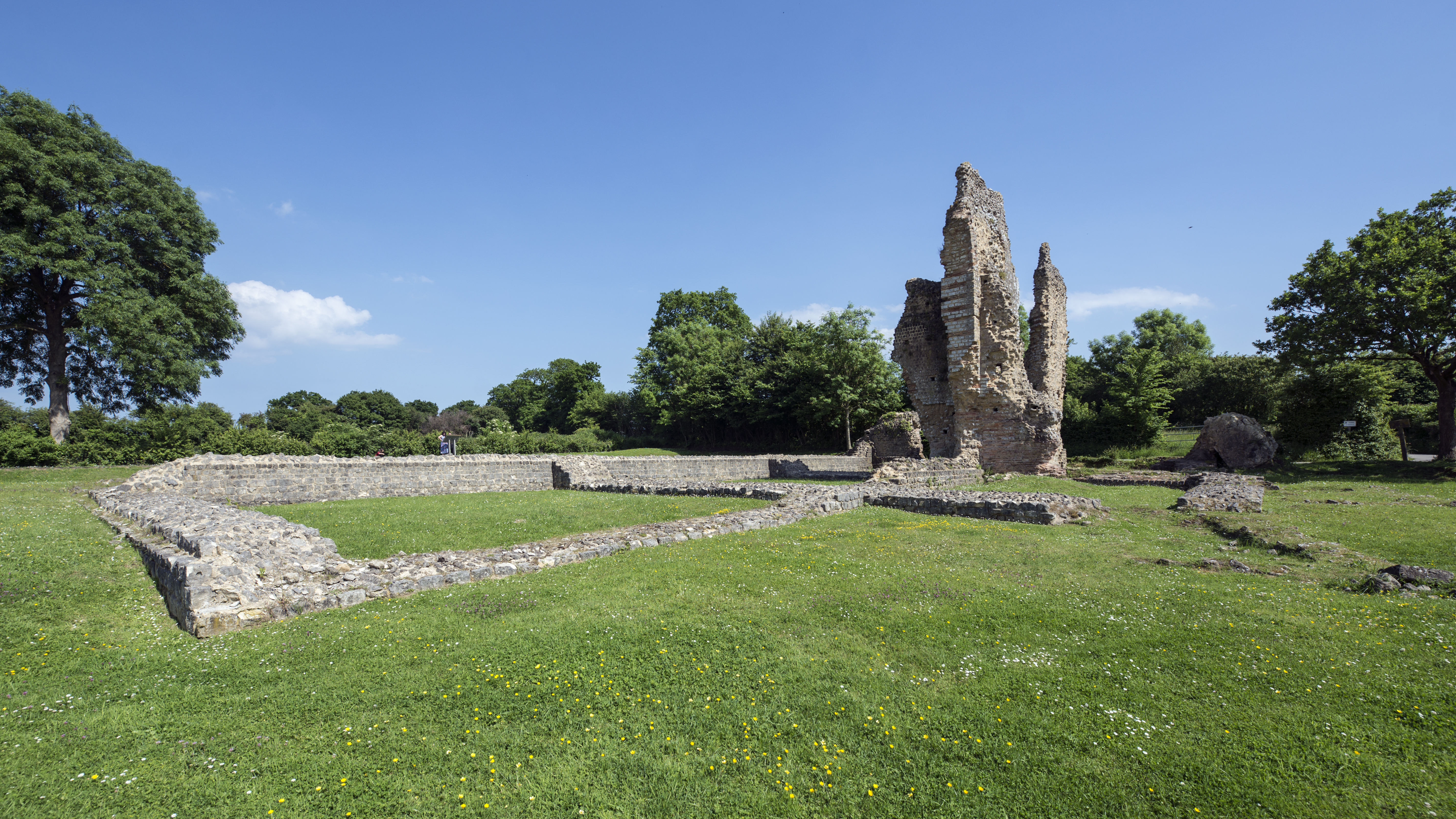
Vue générale des thermes.

Déjà connus au XVIIe siècle mais considérés comme les vestiges d'un château fort, les thermes sont partiellement fouillés en 1695 et Anne Claude de Caylus en publie le plan en 1765. Les fouilles de 1989 à 1992 permettent de dégager la totalité du site, montrant ainsi la structure des installations et précisant la chronologie du complexe. L'édifice s'inscrit dans un carré d'un peu plus de 35 m de côté. Les salles sont réparties symétriquement, suivant le plan de « thermes impériaux », en six salles froides et quatre salles chaudes ou tièdes. Le frigidarium est disposé en abside centrale. Le caldarium, d'un diamètre de 7,50 mètres environ, monté sur hypocauste, est chauffé par douze fourneaux extérieurs. Les murs ont une structure en assises alternées de pierre et de brique (opus mixtum). Les bâtiments sont datés du milieu du Ier siècle et désaffectés deux siècles plus tard, après quoi ils sont démontés et leurs maçonneries récupérées pendant plusieurs siècles avant que le site ne soit réinvesti vers la fin du Moyen Âge.
La prospection réalisée en 2020 révèle partiellement, au nord-est de l'établissement thermal et à son contact, une structure à péristyle qui pourrait constituer la palestre fréquemment associée aux thermes. Entre les thermes et le cardo maximus, un bâtiment cloisonné pourrait être lié aux thermes (salles d'affectation diverses, gymnase) ou être une auberge au bord de la voie, à l'entrée de la ville.
L'évolution des connaissances sur Alauna suggère une cité plus importante que les premiers indices ne le laissaient entrevoir. Dans ces conditions, l'existence d'un seul établissement thermal au nord de la ville et de taille assez modeste pose question, et l'hypothèse d'un autre complexe plus central, à l'angle nord-est du cardo maximus et du decumanus maximus est d'actualité, d'autant qu'un tel aménagement est suggéré par les fouilles de 1695 et de 1981 (« jardin du Cau ») avec la mise en évidence de tubuli et d'un enduit étanche au tuileau ayant appartenu à un balnéaire, public ou privé.

#### Réseau hydraulique

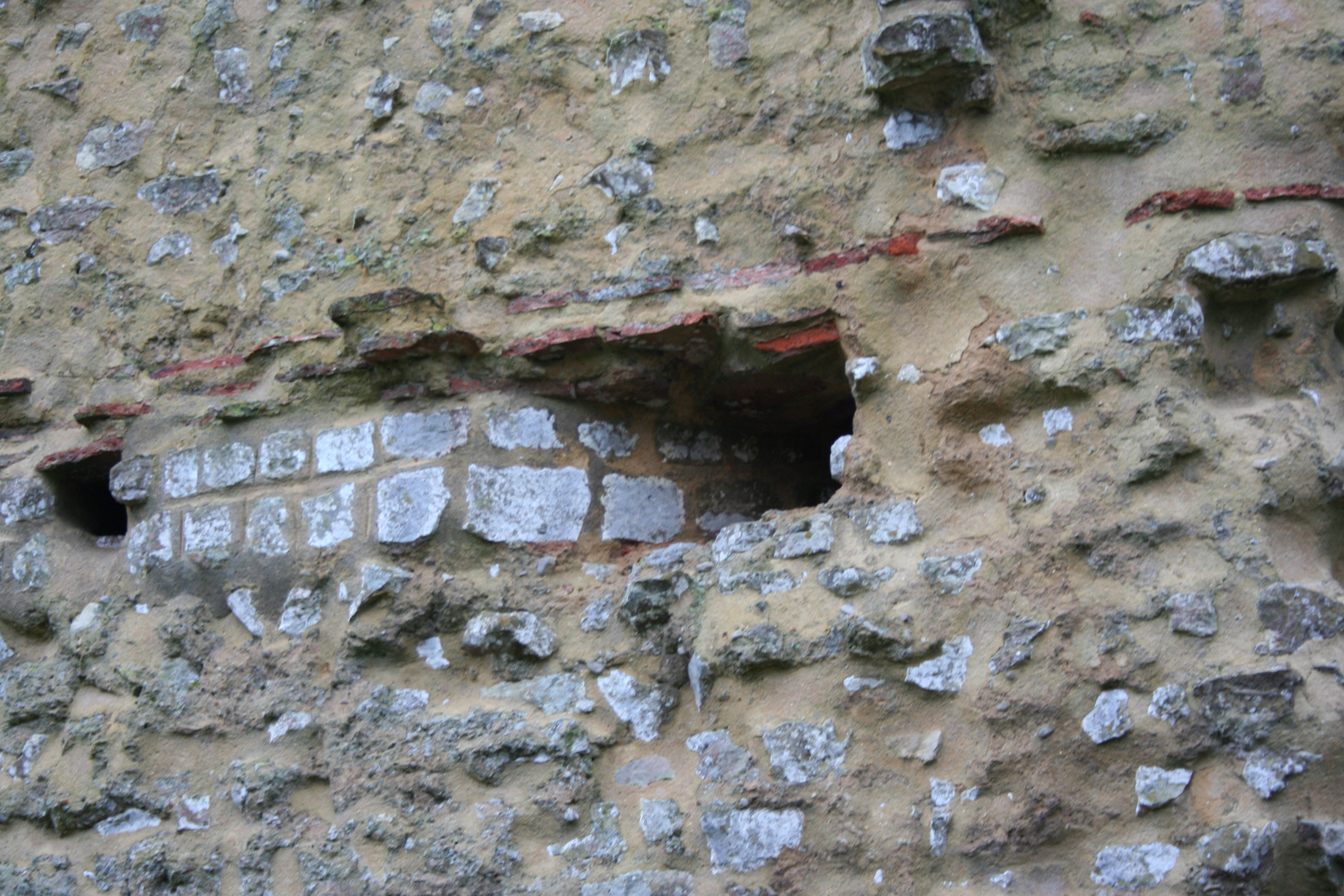
Aboutissement de la conduite de l'aqueduc.

L'approvisionnement en eau des thermes est assuré par un aqueduc souterrain et des canalisations en provenance d'une source (fontaine du Bus) située à 500 mètres des thermes, au Bas Castelet ; les vestiges de ce conduit sont visibles dans un mur préservé des thermes. L'eau de la source est dès 1899 captée pour l'alimentation de la ville mais les vestiges de l'aqueduc antique ne sont pas identifiés lors des investigations les plus récentes, malgré leur description partielle au XVIIe siècle et des signalements imprécis dans les années 1950.
Dans la partie nord de l'agglomération, dans une zone desservie par la voirie d'Alauna mais peu construite, la prospection par géoradar a révélé en 2020 des « anomalies » pouvant correspondre à des canaux ou des canalisations tubulaires ou en tranchées couvertes ainsi qu'à des citernes ou des réservoirs mais les matériaux ont été très largement récupérés, ce qui rend difficile l'interprétation. À ce stade, il est prématuré d'attribuer un rôle précis à ces aménagements dans l'alimentation en eau de la ville en général et des thermes en particulier, que ce soit le complexe attesté au nord de la ville ou un second, supposé plus central. Plusieurs puits répartis sur le site sont signalés par les observations les plus anciennes mais leur origine antique ne peut être certifiée.
Le système d'évacuation des eaux usées commence lui aussi à se dessiner ponctuellement. Au nord des thermes, le prolongement du cardo maximus qui descend vers le Merderet apparaît bordé, de part et d'autre, par des traces de canalisations interprétées comme des éléments de drainage ou des exutoires des égouts de la ville. D'autres égouts sont potentiellement révélés par les prospections le long du decumanus le plus méridional.

#### Édifice de spectacles

Plan du théâtre (2020).

À l'est de l'agglomération antique, près du manoir du Castelet (lieu-dit « les Buttes »), se trouve un théâtre à arène. Il fait l'objet d'un relevé complet en 1695, compte tenu des techniques de l'époque, et de sondages en 1844. Sur la base des documents publiés alors, sa capacité est estimée à 3 000 à 16 000 spectateurs selon les auteurs. En forme de fer à cheval, avec une cavea en forme de demi-cercle légèrement outrepassé de 66 mètres de diamètre, son orchestra mesure 25 mètres ; il est pourvu d'une scène de 19 mètres de large et cinq vomitoires desservent l'ensemble des gradins, du mur périphérique jusqu'à l'orchestra. Au moins deux précinctions divisent la cavea.
Des sondages en 2015 et une prospection par géoradar en 2020 viennent compléter et, dans une large mesure, corriger les descriptions établies d'après les relevés des XVIIe et XIXe siècles. L'édifice de spectacles, qui est bien un théâtre à arène, est largement adossé à la pente d'un talweg dont il épouse la forme en cuvette et son diamètre est réévalué à 72,7 m. Il semble intégralement construit en petit appareil de moellons calcaires, sans recours à des terres cuites architecturales. Sa cavea est semi circulaire, prolongée par deux couloirs la séparant du mur de scène mais aucune trace des précinctions précédemment évoquées n'est visible. L'orchestra a la forme d'une ellipse complète dont le grand axe mesure 24,2 m et le petit axe 23,2 m. Les cinq vomitoires sont de longueur différente, selon le niveau de la cavea qu'ils desservent et un édicule, sans doute une loge d'honneur, vient en position axiale au contact de l'orchestra.

#### Forum ettabernae
Occupant toute l'insula située immédiatement au sud du sanctuaire principal et circonscrite par quatre voies dont le cardo maximus qui la longe à l'ouest, une grande place d'environ 65 × 100 m est bordée, au moins à l'ouest et au nord, par de petits bâtiments de module régulier. Les structures ayant été largement démantelées et récupérées, il est difficile de se prononcer sur les aménagements des deux autres côtés de la place. Toutefois, par son emplacement et sa construction, cet ensemble présente toutes les caractéristiques d'un forum bordé de tabernae. Les proportions de cette place (largeur égale aux deux tiers de la longueur) correspondent aux préconisations de Vitruve pour la construction des fora. Les bâtiments civiques (basilique, curie) ne sont pas identifiés, mais, s'ils existent à Alauna, ils sont sans doute à rechercher à proximité de ce forum, voire dans son enceinte elle-même, sa superficie le permettant.
À l'ouest du sanctuaire principal, de l'autre côté du cardo maximus, une construction occupant toute une insula semble dessiner une cour centrale entourée d'une galerie à portiques. Construite avant la mise en place du réseau de voies d'Alauna — un cardo recoupe une de ses structures —, elle pourrait constituer un principium, « proto-forum » construit par des militaires venus fonder la ville.

#### Un vestige atypique, le «mur de la Victoire»
Un alignement de blocs de maçonnerie monumentaux en petit appareil partiellement dépourvus de leur parement, sur une longueur de 41 m, une largeur de 2,60 m et une hauteur de 2 à 3 m est connu sous le nom de « mur de la Victoire ». Il est depuis le XIXe siècle souvent considéré comme une muraille de castrum, après avoir été attribué à un « hôtel des monnaies » par Pierre-Joseph Dunod, bien que ce dernier n'ait pas expliqué pourquoi il lui donnait ce nom.
La remise en cause de cette interprétation fait consensus au XXIe siècle. Les blocs n'ont pas de véritables fondations ; ils reposent directement sur le sol préalablement aplani. Il s'agit manifestement de structures appartenant à des édifices différents ou à des parties différentes d'un même édifice. En outre, le toponyme « Castelet » ne renvoie pas à un hypothétique castellum antique mais à un château fort antique ou médiéval auquel les vestiges des thermes étaient attribués avant les fouilles de 1695.
L'hypothèse la plus plausible est qu'il s'agisse de blocs issus d'édifices publics démantelés, peut-être le forum ou le sanctuaire situés immédiatement au nord de ce mur, et dont des pans de maçonnerie sont rassemblés et alignés sur l'emplacement d'un decumanus antique, dans un but qui échappe encore. Dès 1844 d'ailleurs, Arsène Delalande suggère que ces blocs n'occupent pas leur position initiale, sans toutefois se prononcer formellement sur leur origine.

### Lieux de culte et nécropoles

#### Sanctuaires

Hypothèse de restitution du grand sanctuaire.

Un grand sanctuaire est mis en évidence en 2017 grâce à la prospection par géoradar qui permet en outre de distinguer deux états successifs de ce complexe ouvert à l'est. Dans un premier temps, un fanum de plan carré dont la cella mesure 9,70 m de côté est entouré d'une galerie (19 × 19 m) ; il prend place dans une aire sacrée enfermée dans un péribole mesurant 55 m de large sur au moins 70 m de long — son extrémité occidentale n'est pas détectée,.
À l'issue d'une restructuration complète, que l'on situe vers les années 50 ou 70, le fanum est arasé et recouvert par un temple romain dit classique ou gréco-romain de type tétrastyle sur podium (14,3 × 9 m) où un porche donne accès à la cella ; deux édicules sont construits en avant du temple de part et d'autre de son escalier ; le péribole est entouré d'une galerie à colonnades sur les quatre cotés (quadriportique) et mesure 45 m de large sur au moins 71,7 m de long et deux pavillons d'angle encadrent son côté oriental, disposition comparable au plus grand temple du sanctuaire de l'Altbachtal en Allemagne. Ce sanctuaire n'est peut-être pas dédié au culte impérial car il ne fait pas corps avec le forum situé au sud — il en est séparé par une rue — et il ne s'ouvre pas vers lui ; il semble plutôt voué aux divinités tutélaires de la ville,.

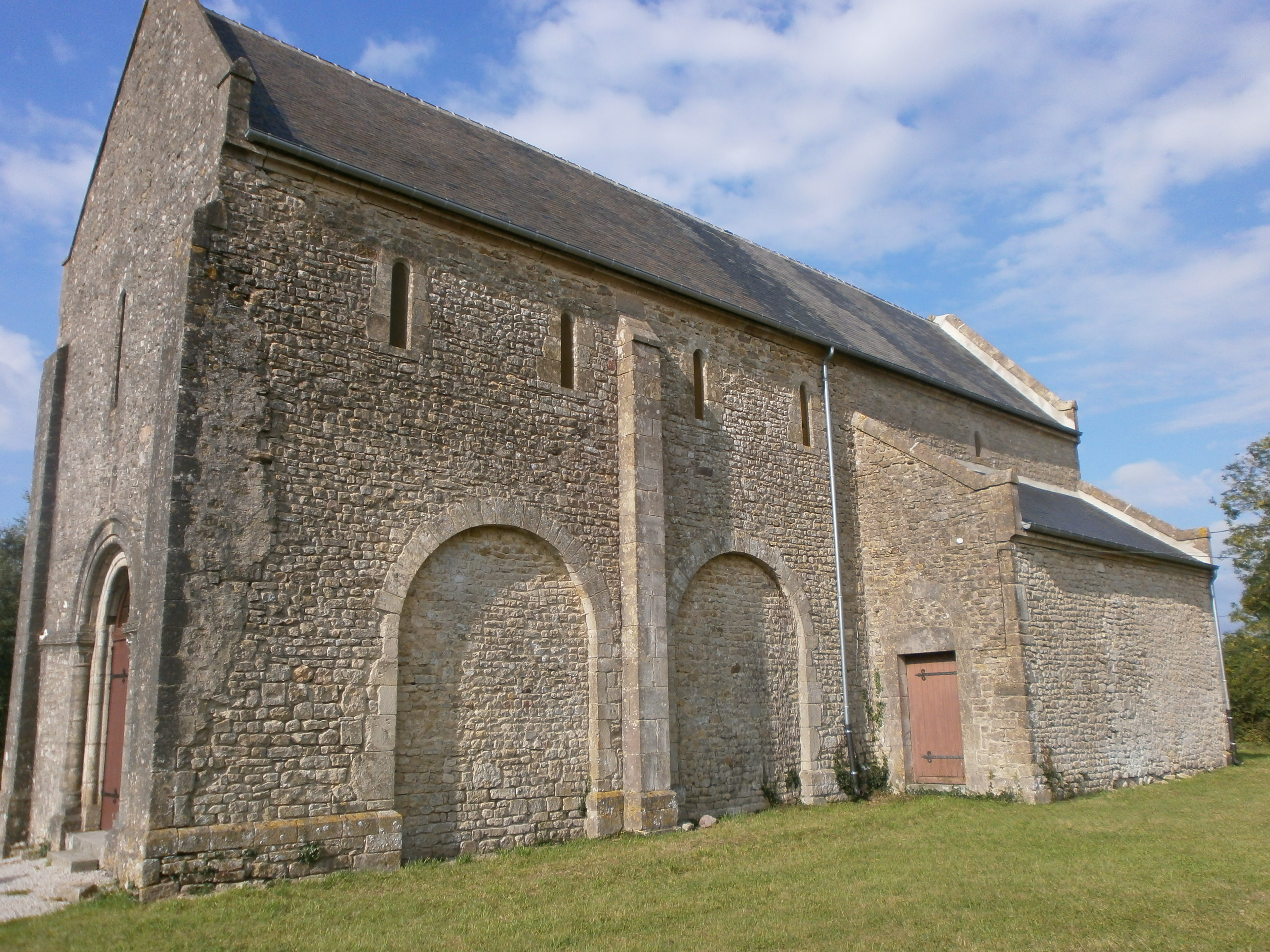
Chapelle Notre-Dame de la Victoire.

Un second ensemble cultuel composé d'au moins un temple de type fanum, entouré d'un péribole bien identifié et occupant la totalité d'une insula sur 3 300 m2, est détecté en 2020 au nord du decumanus maximus en direction du théâtre. De l'autre côté de cette même voie, en vis-à-vis, un troisième complexe cultuel semble prendre place. La nature de ces deux ensembles (monuments publics ou privés) n'est pas connue ; le lien éventuel qui les relie au premier sanctuaire, considéré comme un élément cultuel de première importance, n'est pas établi.
Des maçonneries, sous et autour des fondations de la chapelle Notre-Dame de la Victoire, au sud du site, peuvent être attribuées à un édifice antique de grande dimension (plusieurs centaines de mètres carrés), certainement public et comportant plusieurs pièces. Toutefois, la tradition, rapportée par plusieurs publications, qui veut que la chapelle soit construite à l'emplacement d'un « temple païen », ne peut être ni confirmée ni infirmée, faute de fouilles, même si la présence de ces maçonneries anormalement imposantes sur un point culminant du site et à proximité du cardo maximus serait compatible avec l'existence d'un sanctuaire. La persistance de la fonction religieuse du site au fil des siècles est également un argument en faveur de cette hypothèse.

#### Nécropoles
Aucune nécropole n'est formellement identifiée à Alauna. Les lieux d'inhumation urbaine sous l'Empire romain se situant, d'une manière générale, en-dehors de l'enceinte, matérielle ou symbolique, de la ville et en bordure des principales voies qui y pénètrent, leur absence à Alauna peut provenir de recherches insuffisantes (fouilles ou sondages) aux marges de la ville ou signifier que ces nécropoles sont encore plus éloignées du centre que cela n'est initialement envisagé.
La prospection par géoradar a cependant révélé deux séries d'« anomalies », toutes deux proches de la limite attribuée, en l'état actuel des connaissances, à l'extension maximale de la ville. L'une d'elles se trouve près d'une voie pouvant prolonger vers l'ouest le decumanus maximus, en-dehors de la ville : les faibles indices mis au jour ne permettent pas d'assimiler formellement ces anomalies à une nécropole, mais l'hypothèse est séduisante. En outre, il est possible que des mausolées ou des chapelles funéraires aient pris place le long d'une voie se dirigeant vers Bayeux, au sud-est de l'agglomération, à l'est d'un quartier à vocation essentiellement artisanale. Pourtant, de probables habitations semblent être construites plus près de la limite urbaine, contredisant le fait que les nécropoles des villes romaines sont généralement implantées au-delà du périmètre bâti. Cette situation particulière témoigne peut-être d'une extension urbaine postérieure à la mise en place de la nécropole, sur des terrains originellement dédiés à l'espace funéraire.

### Artisanat et commerce

#### Activités de production
De nombreux indices d'activité artisanale sont observés : métallurgie du cuivre et du fer, production de chaux, travail du bois et de la pierre. Ces témoignages proviennent toujours de fosses de rejet, de dépotoirs ou de tranchées de récupération comblées, et les ateliers dont ils sont issus ne peuvent être mis en évidence,. De nombreux ossements ou fragments d'ossements (bœuf, chèvre et mouton dans l'ordre décroissant de fréquence) sont également observés dans les mêmes contextes et témoignent d'une importante activité de boucherie.

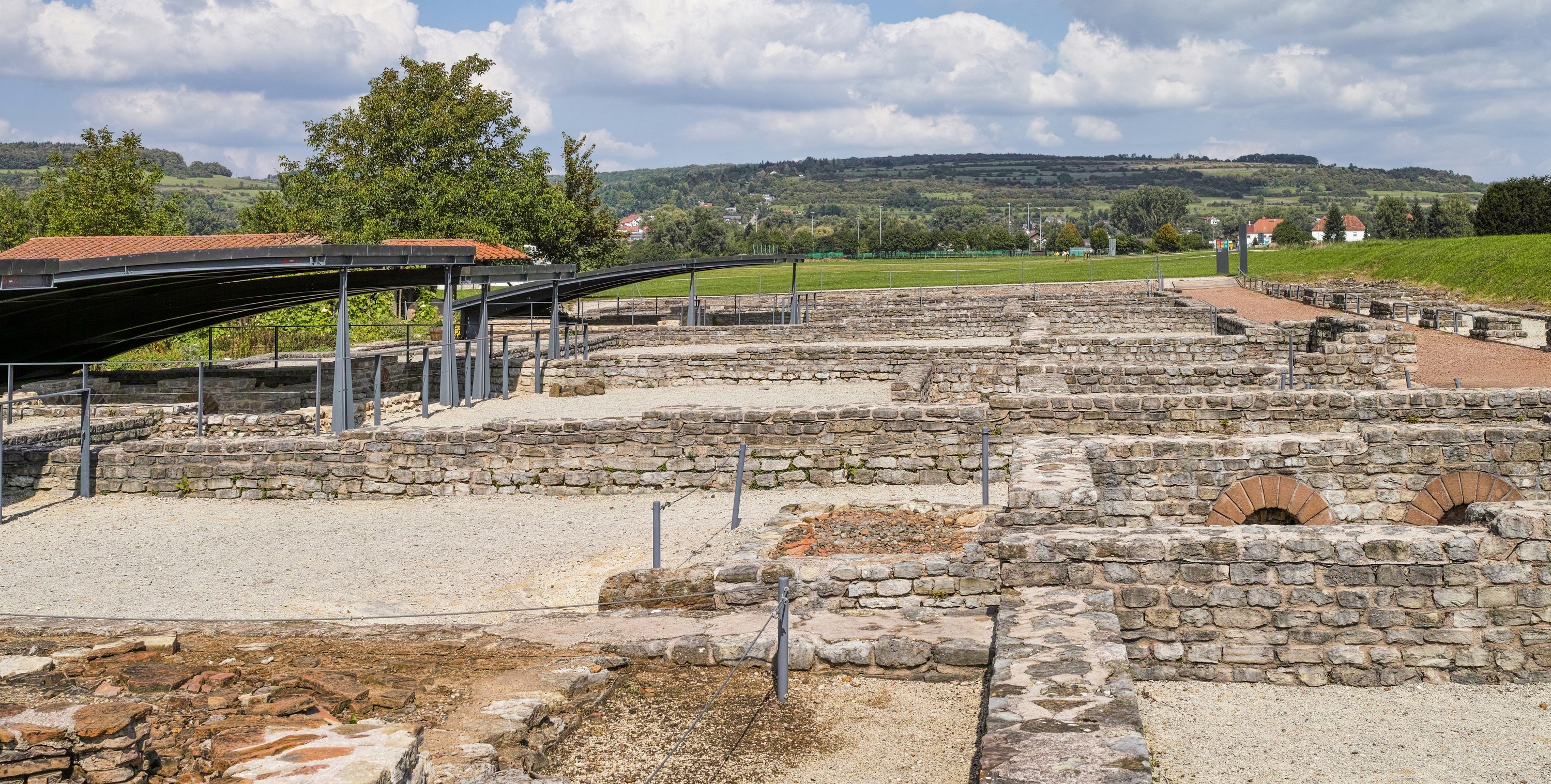
Quartier ouest des artisans de Bliesbruck-Reinheim.

Ces indices d'activités potentiellement sources de nuisances olfactives ou visuelles ou présentant des risques d'incendie pour les bâtiments alentour (boucheries, forges) ne sont pas rencontrés dans la partie la plus densément urbanisée de la ville mais dans une première « couronne périurbaine » au sein de laquelle ils côtoient des preuves d'activité agricole (parcellaire de champs ou pâtures).
Bien que leur nature ne puisse être précisée en l'état des données disponibles, des activités de commerce ou d'artisanat sont attestées au cœur de la ville par la présence des galeries de boutiques qui bordent le forum. Au sud-est de la cité, le long du decumanus qui se prolonge par la voie se dirigeant vers la baie des Veys, c'est tout un quartier artisanal qui semble se dessiner avec des groupes de constructions plusieurs fois réaménagées et séparées par des ruelles donnant sur le decumanus, à l'image de celui qui existe dans le « quartier ouest » de Bliesbruck-Reinheim,.

#### Échanges commerciaux
Malgré le caractère lacunaire des fouilles et des sondages proprement dits à l'échelle de l'agglomération, la quantité et la typologie des vestiges de mobilier à usage domestique, vaisselle notamment, permettent d'évaluer l'intensité des échanges commerciaux.

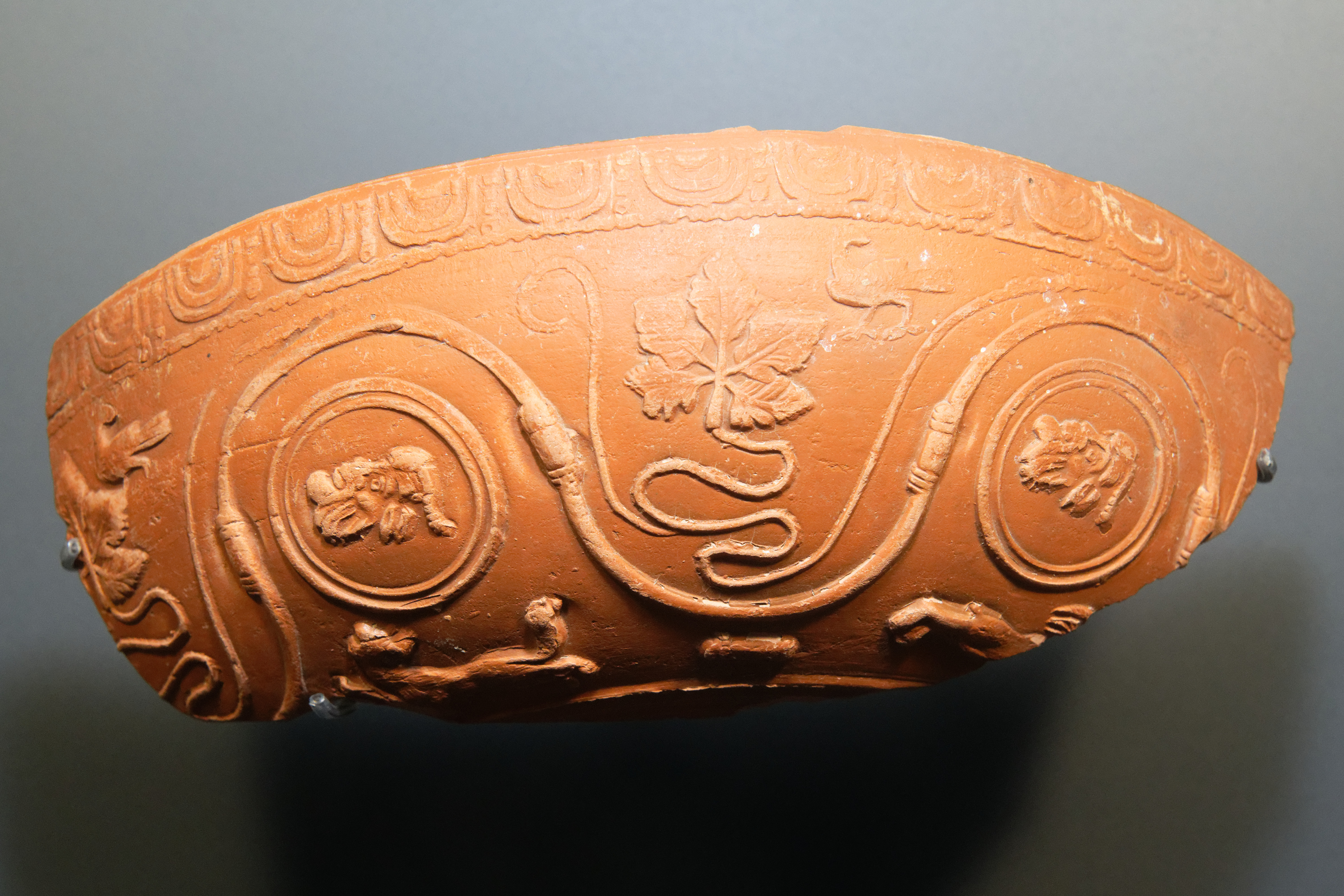
Bol Drag. 37 (céramique sigillée de Lezoux), type retrouvé à Alauna.

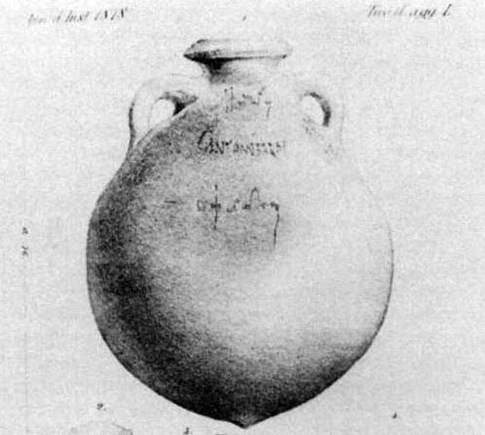
Amphore à huile Dressel 20.

Le nombre et la diversité des amphores ou tessons d'amphores retrouvés témoigne d'importants échanges commerciaux avec des contenants en provenance de la Bétique (Dressel 20 pour l'huile) et de la Narbonnaise (Gauloise 3/5 pour le vin), bien que des types de fabrication locale (Gauloise 12) soient également identifiés.
La céramique sigillée provient en grande partie, à la fin du Ier siècle, d'ateliers du sud de la Gaule. Au IIe siècle, l'approvisionnement se fait en davantage à partir d'ateliers du centre de la Gaule comme ceux de Lezoux pour la sigillée et de productions régionales ou locales pour le céramique commune ou fine. Apparaît également la céramique Black Burnished (catégorie 1), fabriquée en Bretagne romaine, attestant des relations commerciales nouées entre Alauna et les sites anglais de production de ce type de céramique, dans le Dorset.
À partir du milieu du IIIe siècle, la raréfaction des trouvailles de vaisselle, tant en nombre qu'en diversité et en provenance des modèles, est un indice marquant du déclin progressif d'Alauna.
L'étude des monnaies récoltées sur le site pourrait être un marqueur significatif de l'activité économique de la ville mais elle se révèle, elle aussi, difficile. La plupart des exemplaires retrouvés lors des anciennes fouilles jusqu'au XIXe siècle (sans doute plus de 500 monnaies) se trouvent dispersées dans des collections particulières et n'ont fait l'objet d'aucune description précise lors de leur découverte. Les monnaies trouvées à la faveur des sondages du XXIe siècle sont assez peu nombreuses. Les époques gauloise et républicaine sont représentées par quelques exemplaires, mais la majeure partie de ces monnaies datent du Haut-Empire (pièces de bronze). Les monnaies tardives du Bas-Empire sont beaucoup moins nombreuses. Malgré les imprécisions dues à la faiblesse de cet échantillonnage, les datations semblent confirmer l'évolution de l'activité économique d'Alauna déjà pressentie,.

### Habitat privé

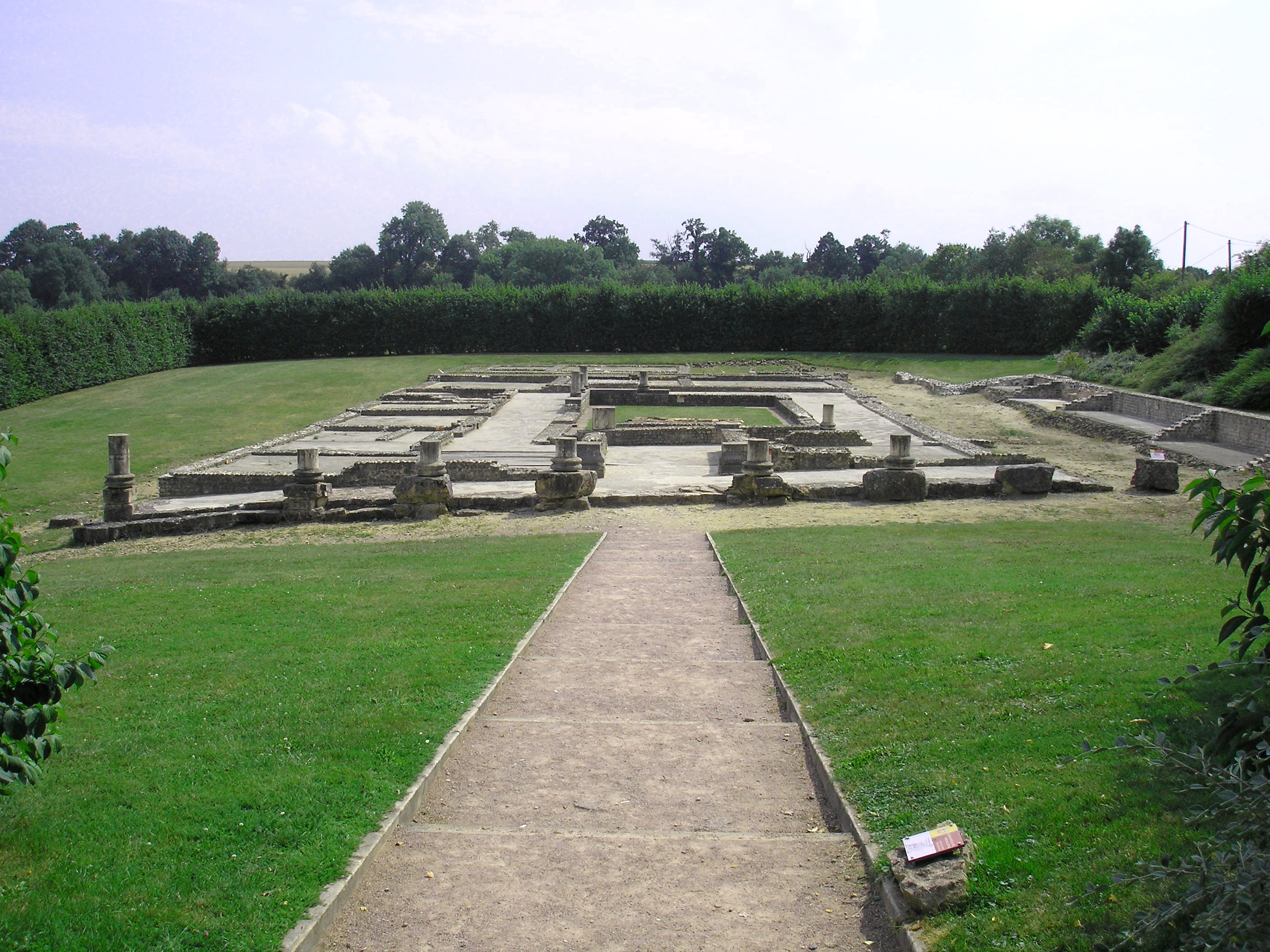
Maison au grand péristyle de Vieux-la-Romaine.

Les résultats des sondages du début des années 2010 suggèrent la présence d'habitations (sols en béton, mur en moellons de calcaire ou de grès, vestiges de foyers) dans les quartiers centraux de la ville. Les prospections par géoradar confirment ces hypothèses en identifiant plusieurs ensembles structurés assimilables à des domus. L'une d'elles, de près de 1 230 m2, voit son plan organisé autour d'un atrium, ce qui la rapproche de la maison au grand péristyle de Vieux-la-Romaine. D'autres, bien que de plan comparable, sont de taille plus réduite : 400 à 700 m2.
Un autre groupe de constructions semble être constitué d'habitats plus modestes, sans plan uniforme, probablement liés à des activités artisanales ou commerciales.
Ces différents types d'habitats sont désormais bien attestés sur au moins huit emplacements répartis dans plusieurs insulae à l'ouest, à l'est et au sud du centre monumental (grand sanctuaire et forum).
Aux marges méridionales supposées de l'agglomération, près de la chapelle Notre-Dame de la Victoire, un quartier résidentiel ou à vocation mixte intégrant des activités artisanales est mis en évidence en 2020. Sa structure est complexe et sa topographie ne s'intègre que partiellement dans la trame orthogonale de la ville, ce qui reste à expliquer.
En-dehors de ces secteurs à l'urbanisation assez dense et au plan relativement rigoureux, les investigations révèlent, notamment dans la partie orientale de la ville, des bâtiments à caractère très probablement résidentiel, mais à l'implantation plus diffuse et ne semblant pas s'aligner sur un quadrillage global d'urbanisation. Ces caractéristiques apparaissent propres à un habitat périurbain pour lequel une gestion rigoureuse de l'espace s'impose moins.